# Лян Ченьюй
Лян Ченьюй (*梁辰魚, 1519 або 1520 чи 1521 —1593 або 1594 чи 1595) — китайський драматург часів династії Мін, один із засновників Куньшанської опери.

## Життя та творчість
Народився у м. Куньшан (провінція Цзянсу). Стосовно року народження існують різні версі: десь у проміжок між 1519 та 1521 роками. Про його життя відомо замало.
Лян більш відомий як автор п'єс у літературній формі чуаньци. Найвідомішою є «Красуня миє шовк». Сюжет їїє відгуком на пережиті країною труднощі. Драматург використовував переказ про те, як правитель царства Юе, переможений володарем царства У, терпляче збирав сили для помсти і як красуня Сі Ши, жертвуючи своєю любов'ю, погодилася стати наложницею царя країни У, щоб «затьмарити йому розум» і сприяти перемозі своєї держави.
П'єса, насичена гострими колізіями і чуттєвими аріями-монологами, славила стійкість у біді, турботу про країну, вірність обов'язку.
Лян Чженьюй полягає в основу свого твору поклав «куньшаньські мелодії» — наспіви району гирла Янцзи. Тим самим став одним з засновників куньшанської опери, яка стала домінуючою в Китаї до кінця XVIII ст.